# Экреу
Экреу́ (Экрихос или Лез-Экреу) (фр. Les Écréhous, норманд. Êcrého) — группа островов и скал, расположенная в шести километрах к северо-востоку от Джерси и входящая в его состав в приходе Сент-Мартин.

## Названия островов
В состав названия островов входит суффикс -hou, происходящий от holm (остров) и часто употребляющийся на Нормандских островах, и корень sker (скала). Оба элемента происходят из древнеисландского языка.

## География

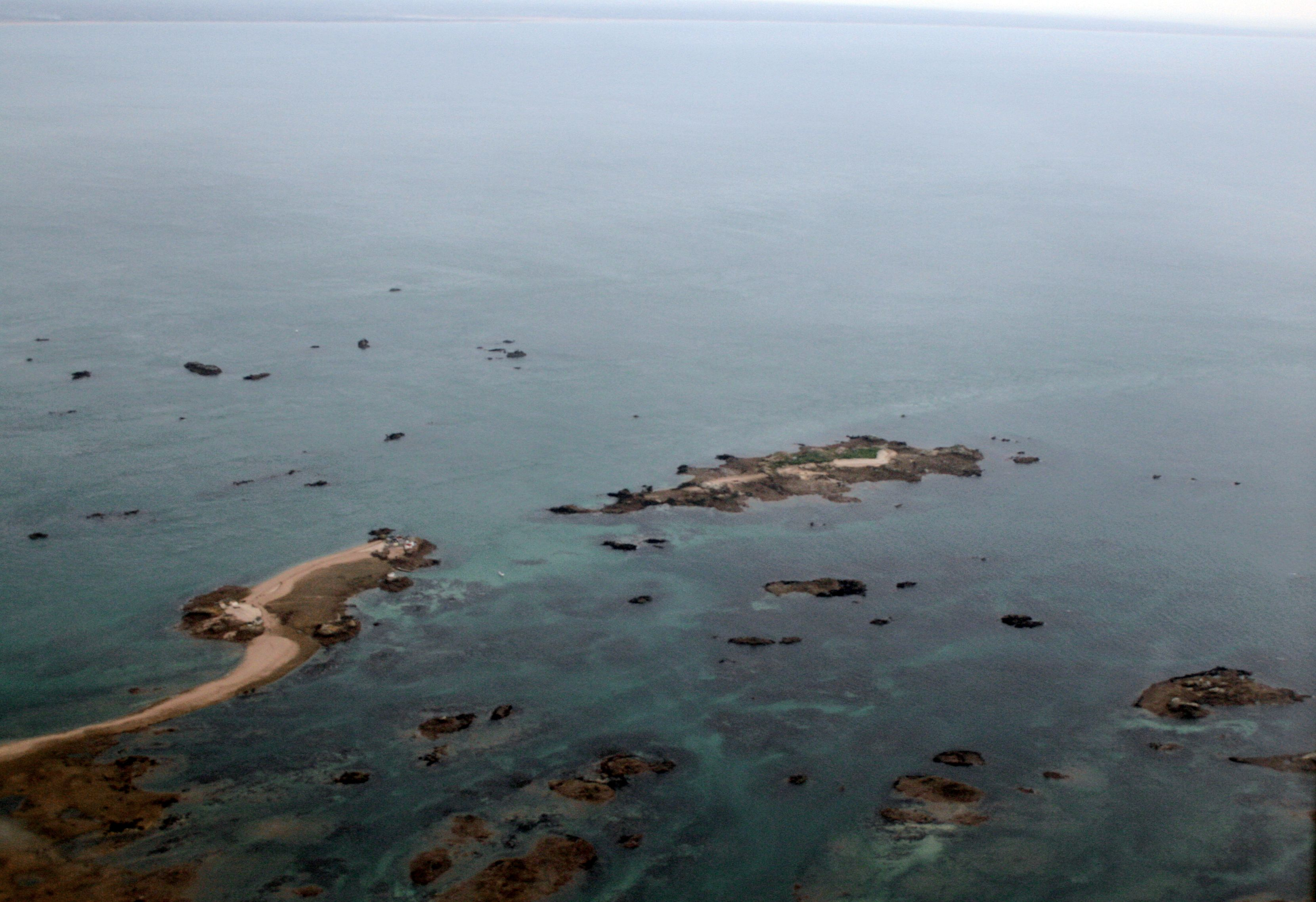
Вид островов с самолёта

Основными островами являются Мэтр-Иль, Ла-Мармотьер и Ла-Бланш-Иль, также в группу входят Ле-Дмие, Ля-Гранд-Нет, Летервьет, Ле-Фу, Ля-Фручи.

## Население
На островах нет постоянных жителей и пресной воды, однако есть летние домики рыбаков на крупных островах и здание таможни на острове Ла-Мармотьер.

## Территориальные споры
В течение длительного времени существовал спор о принадлежности островов между Францией и Великобританией, разрешённый в 1953 Международным судом ООН в пользу Великобритании. В 1993 и 1994 на островах происходили высадки франко-нормандских националистов.

## Внешние ссылки
- История названия островов. Архивировано из оригинала 19 марта 2007 года.
- Страница, посвящённая островам. Архивировано из оригинала 27 сентября 2007 года.